# 塞蒂拉瓜斯

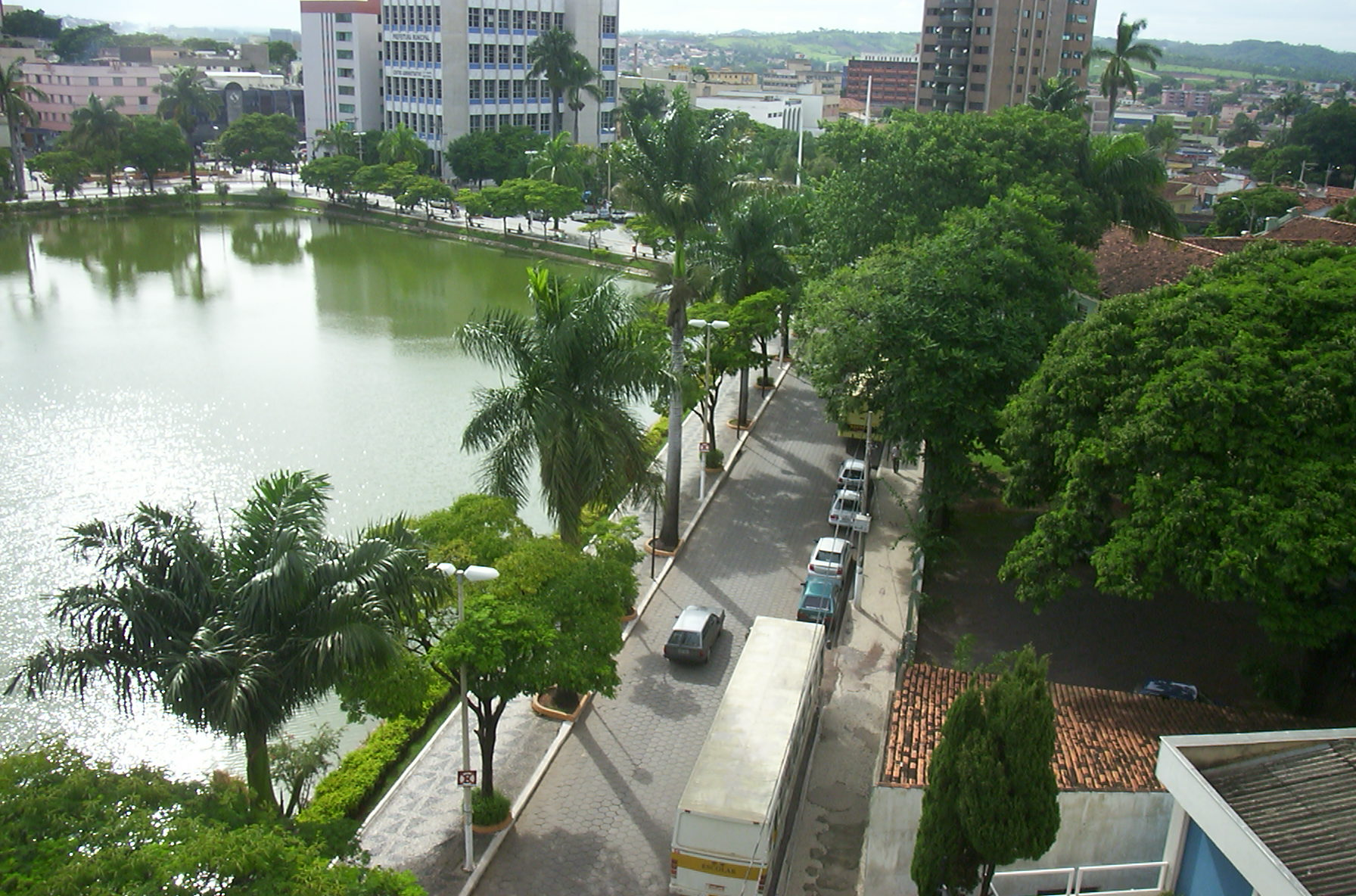
塞蒂拉瓜斯

塞蒂拉瓜斯（葡萄牙語：Sete Lagoas），是巴西的城鎮，位於該國東南部，由米納斯吉拉斯州負責管轄，始建於1880年11月30日，面積537平方公里，海拔高度767米，2013年人口227,571，人口密度每平方公里423.41人。
19°27′57″S 44°14′49″W / 19.46583°S 44.24694°W